# Dierna clarifera
Dierna clarifera là một loài bướm đêm trong họ Noctuidae.